# Транспортные белки
Тра́нспортные белки́ — собирательное название большой группы белков, выполняющих функцию переноса различных лигандов как через клеточную мембрану или внутри клетки (у одноклеточных организмов), так и между различными клетками многоклеточного организма. Транспортные белки могут быть как интегрированными в мембрану, так и водорастворимыми белками, секретируемыми из клетки, находящимися в пери- или цитоплазматическом пространстве, в ядре или органеллах эукариот.
Основные группы транспортных белков:
- хелатирующие белки;
- ионные каналы;
- белки-транспортёры.

## Транспортная функция белков
Транспортная функция белков — участие белков в переносе веществ в клетки и из клеток, в их перемещениях внутри клеток, а также в их транспорте кровью и другими жидкостями по организму.
Есть разные виды транспорта, которые осуществляются при помощи белков.

## Перенос веществ через клеточную мембрану
У всех клеток есть мембрана, состоящая из двойного слоя липидов. В клетку должны поступать многие необходимые для жизни вещества (сахара, аминокислоты, ионы щелочных металлов), но липидный бислой для них практически непроницаем. Поэтому в состав мембраны входят транспортные белки, которые и осуществляют перенос полярных или заряженных соединений.
Транспорт этих соединений в клетку делится на активный и пассивный. Пассивный транспорт — транспорт веществ из области с высокой концентрацией в область низкой без затрат энергии, то есть диффузия. Она делится на 2 варианта: простая и облегчённая.
В облегчённой диффузии участвуют белки-переносчики. Этот вариант может сопровождаться конформационными изменениями белка. Есть несколько путей переноса веществ в этом случае: когда участвует один белок и когда участвуют несколько. Если участвует один белок(транслоказа), то он связывает вещество, потом сближается с другой стороной мембраны, отдаёт связанное вещество и возвращается в исходное состояние. Если участвуют несколько белков, то один связывается с веществом, потом передаёт его другому и так далее, пока вещество не дойдёт по цепи до противоположной стороны мембраны.
Пассивный транспорт обеспечивают также белки-каналы. Каналообразующие белки образуют в мембране водные поры, через которые (когда они открыты) могут проходить вещества. особые семейства каналообразующих белков  (коннексины и паннексины) формируют щелевые контакты, через которые низкомолекулярные вещества могут транспортироваться из одной клетки в другую (через паннексины и в клетки из внешней среды).
Активный транспорт происходит против градиента концентрации и протекает с затратой энергии. В активном транспорте участвуют белки-переносчики. Энергия, которая требуется для осуществления активного транспорта, обычно получается транспортными белками при расщеплении АТФ. Один из наиболее изученных белков, осуществляющих активный транспорт — Na+/K+-аденозинтрифосфатаза. За полный цикл работы этого насоса в клетку попадают из внешней среды 2 иона K+ и выбрасывается наружу 3 иона Na+.
Ещё один путь попадания веществ внутрь клетки — их поглощение путём эндоцитоза. В этом процессе также могут участвовать специальные транспортные белки. Например, гастромукопротеид (внутренний фактор Касла), который синтезируется в клетках слизистой оболочки желудка, обеспечивает поглощение путём эндоцитоза клетками подвздошной кишки витамина B12.

## Перенос веществ внутри клетки
Этот перенос осуществляется между ядром и другими органоидами и цитоплазмой клетки. Например, перенос белков между ядром и цитоплазмой (ядерно-цитоплазматический транспорт) происходит благодаря ядерным порам, которые пронизывают двухслойную оболочку ядра. Они состоят примерно из тридцати белков — нуклеопоринов. Вещества переносятся из цитоплазмы в ядро клетки вместе с белками — транспортинами. Эти белки узнают вещества, предназначенные для транспорта в ядро, и связываются с ними. Затем этот комплекс белков заякоривается на белках ядерной поры и попадает в её канал, а затем в ядро. Там она связывается ещё с одним белком и распадается, а транспортины направляются обратно в цитоплазму.
Перенос белков из цитоплазмы к другим органоидам клетки происходит с помощью белков-переносчиков. В этом процессе участвуют также шапероны.
Также для транспортировки веществ внутри клеток используются микротрубочки — структуры, состоящие из белков тубулинов. По их поверхности могут передвигаться митохондрии и мембранные пузырьки с грузом (везикулы). Этот транспорт осуществляют моторные белки. Они делятся на два типа: цитоплазматические динеины и кинезины. Эти две группы белков различаются тем, от какого конца микротрубочки они перемещают груз: динеины от + -конца к — -концу, а кинезины в обратном направлении.

## Перенос веществ по организму
Транспорт веществ по организму в основном осуществляется кровью. Кровь переносит гормоны, пептиды, ионы от эндокринных желез к другим органам, переносит конечные продукты метаболизма к органам выделения, переносит питательные вещества и ферменты, кислород и углекислый газ.
Наиболее известный транспортный белок, осуществляющий транспорт веществ по организму — это гемоглобин. Он переносит кислород и диоксид углерода по кровеносной системе от лёгких к органам и тканям. У человека около 15 % углекислого газа транспортируется к лёгким с помощью гемоглобина. В скелетных и сердечной мышцах перенос кислорода выполняется белком, который называется миоглобин.
В плазме крови всегда находятся транспортные белки — сывороточные альбумины. Жирные кислоты, например, транспортируются альбуминами сыворотки крови. Кроме того, белки группы альбуминов, например, транстиретин, транспортируют гормоны щитовидной железы. Также важнейшей транспортной функцией альбуминов является перенос билирубина, желчных кислот, стероидных гормонов, лекарств (аспирин, пенициллины) и неорганических ионов.
Другие белки крови — глобулины переносят различные гормоны, липиды и витамины. Транспорт ионов меди в организме осуществляет глобулин — церулоплазмин, транспорт ионов железа — белок трансферрин, транспорт витамина B12 — транскобаламин.